# Tarazona de la Mancha
Tarazona de la Mancha község Spanyolországban, Albacete tartományban. Lakosainak száma 6117 fő (2024).

## Földrajza
Tarazona de la Mancha Albacete, La Gineta, Montalvos, La Roda, Fuensanta, Casas de Benítez, Villalgordo del Júcar, Quintanar del Rey, Villagarcía del Llano és Madrigueras községekkel határos.

## Népesség
A település lakosságának változását az alábbi diagram mutatja:
| Lakosok száma | 6179 | 6454 | 6493 | 6755 | 6647 | 6550 | 6460 | 6235 | 6184 | 6117 |
|               | 2001 | 2004 | 2006 | 2009 | 2011 | 2014 | 2016 | 2019 | 2021 | 2024 |